# پورتال (بازی ویدئویی)
پورتال (به انگلیسی: Portal) یک بازی ویدیوئی در سبک معمایی و سکو بازی، اول شخص است که در سال ۲۰۰۷ توسط ولو توسعه یافته و منتشر شد. این بازی در قالب یک مجموعه به نام جعبه نارنجی برای ویندوز، ایکس‌باکس ۳۶۰ و پلی‌استیشن ۳ منتشر شد و از آن زمان به سیستم‌های دیگر از جمله مک‌اواس، لینوکس و اندروید (از طریق Nvidia Shield) انتقال یافت.
پورتال نوعی بازی است که در آن بازیکن باید با استفاده از هوش خود و بهره‌گیری از ابزار موجود راه فرار را به بیرون از اتاق‌ها پیدا کند. به این منظور در بازی نوعی سلاح به نام Aperture Science Handheld Portal Device (دستگاه پورتال دستی اپرچور ساینس)، وجود دارد که قادر است در فضاهای مسطح دو درگاه را ایجاد کند که با استفاده از این درگاه می‌توان از نقطه‌ای به نقطه دیگر منتقل شد. شخصیت قابل کنترل بازیکن، شل، توسط یک هوش مصنوعی به نام گلادوس (Genetic Lifeform and Disk Operating System) به چالش کشیده می‌شود و با وعده کیک، ملزم به تکمیل مراحل آزمایش می‌شود. در این بازی رد کردن مراحل بستگی به استفاده خلاقانه و به جا از اسلحه پورتال دارد. گیم پلی این بازی تا حدی از بازی دیگری به نام قطره نارباکولار الهام گرفته شده‌است. بسیاری از اعضای تیم از مؤسسه فناوری دیجی‌پن که روی قطره نارباکولار کار می‌کردند، توسط ولو برای ساخت پورتال استخدام شدند.
پورتال علی رغم انتقادات بسیار نسبت به مدت زمان کوتاه و داستان محدود، یکی از اصلی‌ترین بازی‌های سال ۲۰۰۷ شناخته شد. این بازی به دلیل اصالت، گیم پلی منحصر به فرد و داستان تاریک با مجموعه‌ای طنز از دیالوگ‌ها مورد تقدیر منتقدین و بازیکنان قرار گرفت. گلادوس، که توسط الن مکلین صداگذاری شده بود، به دلیل شخصیت منحصر به فردش مورد تحسین قرار گرفت و آهنگ پایانی بازی هنوز زنده‌است، که توسط جاناتان کولتون برای بازی نوشته شده بود، به دلیل ترکیب اصلی و پیچش طنزآمیزش مورد ستایش قرار گرفت. پورتال اغلب به عنوان یکی از بهترین بازی‌های ساخته شده طبقه‌بندی می‌شود. در شبکه استیم این بازی از لحظه انتشار تا به الان حدود ۴ میلیون نسخه فروخته‌است، و علاوه بر این محصولات شرکت سازنده نیز در بین طرفداران بازی محبوبیت دارد مانند مکعب‌های همراه و اسلحه پورتال و دیگر مواردی که در بازی وجود دارد. یک نسخه مستقل از بازی با عنوان پورتال: هنوز زنده در اکتبر ۲۰۰۸ در سرویس Xbox Live Arcade منتشر شد که ۱۴ پازل جدید به گیم پلی بازی اضافه کرد. دنباله بازی، پورتال ۲، که در سال ۲۰۱۱ منتشر شد، خط داستانی را گسترش داد، و چندین مکانیک جدید گیم پلی و حالت چند نفره مشارکتی را به آن اضافه کرد.

## گیم‌پلی
در پورتال، بازیکن کنترل شخصیتی به نام شل، را برعهده دارد که با استفاده از دستگاه پورتال و با نظارت یک هوش مصنوعی به نام گلادوس، پازل‌های مختلف را در هر مرحله با استفاده از عناصر محیطی مختلف حل می‌کند. اسلحه پورتال می‌تواند دو درگاه آبی و نارنجی تولید کند، این دو درگاه از طریق یک فضای سه بعدی به همدیگر متصل هستند و در صورت وارد شدن به یک درگاه می‌توان در کسری از ثانیه به درگاه بعدی منتقل شد. به طور کلی هر چیزی که بتوان آن را در درگاه جای داد، قادر است از درگاه عبور کند. بنابراین درک نحوه کار پورتال، و استفاده از ویژگی‌های آن در حل پازل‌ها بسیار مهم است. یکی از ویژگی‌های بسیار مهم پورتال این است که هر چیزی با هر سرعتی وارد آن شود با همان سرعت نیز از آن خارج می‌شود. به عنوان مثال، یک حرکت معمول در بازی این است که یک پورتال را در فاصله کمی زیر پای شل روی زمین قرار دهید، از آن پایین بپرید، در سقوط آزاد سرعت بگیرید و از طریق پورتال بعدی از نقطه مورد نظر بیرون بیایید، و با سرعت بسیار زیاد از روی مانع پرواز کنید. این روند افزایش سرعت و سپس تغییر مسیر آن سرعت به سمت ناحیه‌ای دیگر از پازل به بازیکن اجازه می‌دهد تا اشیاء یا چل را در فواصل زیاد، به صورت عمودی و افقی پرتاب کند، که توسط ولو به آن flinging (پرت کردن) گفته می‌شود. در نقطه‌ای از بازی گلادوس می‌گوید: به عبارت دیگر: چیزهای سریع وارد می‌شوند، چیزهای سریع بیرون می‌آیند. با بیرون آمدن از پورتال می‌توان با استفاده از جاذبه جهت‌گیری کرد. 
شل و سایر اشیاء موجود در بازی به راحتی می‌توانند در ورودی پورتال داخل شده و از طریق پورتال جا به جا شوند. با این حال، یک شلیک پورتال قادر نیست از یک پورتال باز دیگر، عبور کند، و در صورت این کار پورتال بسته می‌شود یا پورتالی با رنگ جدید در مکان قبلی باز خواهد شد. ایجاد ورودی پورتال با رنگ آبی یا نارنجی بلافاصله پورتال دیگر، با همان رنگ را غیرفعال می‌کند. نمی‌توان روی سطوح متحرک، شیشه، سطوح ناهموار دیوار، مایعات یا نقاط بسیار کوچک پورتال ایجاد کرد. گاهی اوقات مکعب‌هایی به شل داده می‌شود که می‌تواند آن‌ها را برداشته و به عنوان سپر، نردبان، یا وزنه‌ای برای فشردن دکمه‌های بازی، استفاده کند. روبروی تمام درهای بازی نوعی لایه نورانی به نام (Emancipation Grills) وجود دارد که می‌تواند هر شئ ورودی از جمله مکعب‌ها را تجزیه کند و در صورت عبور از آن پورتال‌ها را از بین می‌برد.
شخصیت شل در بازی به فنرهایی مجهز است که می‌تواند او را از سقوط محافظت کند. با این وجود خطرات دیگری در بازی وجود دارد که می‌تواند باعث مرگ شخصیت شود، از جمله ربات‌های مرگبار (turret)، توپ‌های انرژی و مایع سمی که در پازل‌ها وجود دارد. شل همچنین می‌تواند توسط اجسامی که با سرعت زیاد به او ضربه می‌زنند و تعدادی سنگ‌شکن که در سطوح خاصی ظاهر می‌شوند کشته شود. برخلاف اکثر بازی‌های اکشن آن زمان، هیچ شاخص سلامتی در بازی وجود ندارد. اگر شل در مدت کوتاهی آسیب ببیند می‌میرد، اما به سرعت به سلامت کامل برمی گردد. برخی از موانع، مانند توپ‌های انرژی و پیستون‌های خرد کننده، با یک ضربه آسیب‌های مهلکی را وارد می‌کنند. 
برای مهک زدن میزان مهارت‌ها در این بازی می‌توان، از حالت چالشی استفاده کرد، که در آن محدودیت در تعداد پورتال‌ها و یا در تعداد قدم‌ها و حتی در زمان، وجود دارد. با شرکت در مراحل چالشی می‌توان به سطح مهارت بالاتری در کار با اسلحه پورتال رسید.

## داستان

### شرح
بازی با بیدار شدن شخصیتی به نام شل، در طاق آرامش (Relaxation Vault) شروع می‌شود، به محض بیدار شدن یک هوش مصنوعی (AI) به نام گلادوس شروع به صحبت و راهنمایی شل برای پیشروی در مراحل می‌کند. بازیکن بعد از مدت کوتاهی در آزمایشگاه، با فرآیند ساخت و نحوه عملکرد پورتال آشنا می‌شود، و می‌تواند دستگاه یا اسلحه ساخت پورتال را دریافت کند. در حالی که شل از طریق اتاق‌ها یا به عبارتی چمبر لاک‌های آزمایش مسیر خود را طی می‌کند، مشخص می‌شود که این مکان هیچ تکنسین یا محققی ندارد و این طور که به نظر می‌رسد گلادوس کل این تشکیلات را سرپرستی می‌کند. در اواسط بازی هوش مصنوعی گلادوس شروع به بیان مسائل مختلف در قالب نوعی طنز ماشینی می‌کند و برای ترغیب شل به ادامه مسیر به او وعده کیک می‌دهد، یعنی وقتی این مرحله تمام شد به عنوان پاداش کیک خواهی گرفت. در سرتاسر این تشکیلات مکان‌های مخفی وجود دارد که حاوی نوشته‌های هشداردهنده از طرف یک فرد غریبه است، که به دیگران درباره گلادوس هشدار می‌دهد و همچنین بیان می‌کند که کیک دروغ است (Cake is a Lie) و به نوعی با این پیغام به بازیکن می‌گوید که گلادوس به هیچ وجه نیت خیری در سر ندارد. در هر حال شل با انگیزه گرفتن کیک در پایان پروسه آزمایش، تحت آزمایش‌هایی پیچیده قرار می‌گیرد که در آن‌ها احتمال مرگ وجود دارد. در آزمایش آخر، گلادوس نیت خود را آشکار کرده، و سعی می‌کند شل را با پایین آوردن او در یک محفظه زباله سوز بکشد. شل قادر است به سرعت، با استفاده از دستگاه پورتال دستی از سرنوشت خود فرار کرده و از طریق شفت‌های تعمیر و نگهداری و همچنین تاسیسات داخلی راه خود را ادامه دهد و از نقاط دسترسی گلادوس فاصله بگیرد. 
در حالی که شل راه فرار خود را از طریق تأسیسات داخلی شبکه، طی می‌کند، گلادوس در تلاش است تا، او را با وعده کیک و مهمانی دروغین دوباره فریب دهد، و همچنین، ادعا می‌کند که تلاش او برای قتل بازیکن یک سوء تفاهم جزئی بوده‌است. وقتی که گلادوس متوجه می‌شود که تلاش‌هایش بی‌نتیجه است و شل گول حرف او را نمی‌خورد، به مسخره کردن وی متوسل می‌شود و در عین حال به تلاش‌هایش برای کشتن شل ادامه می‌دهد. در نهایت شل به لانه گلادوس و هسته اصلی اپرچور ساینس می‌رسد، جایی که در نهایت با تجسم واقعی هوش مصنوعی شرور روبرو می‌شود. گلادوس بیان می‌کند که همه انسان‌های حاضر در این مرکز را با استفاده از سموم عصبی مرگبار (نوروتاکسین) به قتل رسانده، و اکنون قصد دارد همین کار را با شل انجام دهد. شل با استفاده از دستگاه پورتال، گلادوس را با قطع هسته‌های شخصیتی، و قرار دادن آن‌ها در یک کوره نابود کننده در همان نزدیکی شکست می‌دهد، و نابودی گلادوس منجر به انفجار بسیار بزرگی می‌شود که سقف تشکیلات را سوراخ کرده و هر دو نفر را به سمت بالا می‌کشد. شل به هوش می‌آید و خود را بر روی زمین و در پارکینگ تأسیسات می‌بیند و بقایای گلادوس به صورت مشتی سیم و فلز سوخته در اطراف دیده می‌شود.

### زمینه داستانی

لوگوی شرکت اپرچور ساینس

پورتال در شرکتی موسوم به اپرچور ساینس با نام کامل (Aperture Science Laboratories Computer-Aided Enrichment Center) اتفاق می‌افتد. اپرچور ساینس نوعی مرکز تحقیقاتی است، که مسئول ساخت تفنگ پورتال می‌باشد. طبق اطلاعات ارائه شده در پورتال ۲، محل مجتمع در جزیره فوقانی میشیگان واقع شده‌است. اپرچور ساینس و جهان پورتال از نظر داستانی در همان دنیای مجموعه هف-لایف قرار دارد، اگرچه ارتباطات بین دو بازی خیلی زیاد نیست و در چند دیالوگ مختصر خلاصه می‌شود.
اطلاعات مربوط به این شرکت تحقیقاتی، که توسط ولو برای ایجاد پس زمینه بازی توسعه یافته‌است، در طول بازی و از طریق وب سایت تبلیغاتی در دنیای واقعی ارائه می‌شود. طبق اطلاعات وب سایت اپرچور ساینس، کیو جانسون کارآفرین موفق، این شرکت را در سال ۱۹۴۳ با هدف ساخت پرده دوش برای ارتش ایالات متحده تاسیس کرد که بسیار موفقیت آمیز بود و باعث شد جانسون به فکر ساخت یک ابر شرکت در زمینه علم و دانش بیفتد. با این وجود، وی پس از اینکه بر اثر استشمام گرد و خاک کره ماه در سال ۱۹۷۸ مسموم و بیمار شد، یک برنامه تحقیق و توسعه سه مرحله ای ایجاد کرد تا شرکت خود را ارتقا ببخشد. دو ردیف اول این برنامه، مانور هایملیش و بنیاد برآورده کردن آرزوهای کودکان بیمار بود، که هر دو با شکست همراه شدند و ضرر زیادی به اپرچور ساینس زدند. ولی این شرکت هنوز به مرحله سوم نقشه خود امید داشت، این مرحله که ASHPD نام داشت، مربوط به یک تونل کوانتوم موقت می‌شد که قادر بود فردی را در فواصل طولانی جابجا کند. در سال ۱۹۸۴ طراحی گلادوس آغاز شد تا بتواند در زمینه طراحی پورتال موثر واقع شود. تقریباً سیزده سال بعد از این واقعه، آزمایشات بر روی گلادوس به پایان می‌رسد و هوش مصنوعی در روز دخترت را به سرکار بیاور در ماه مه ۲۰۰۰ فعال می‌شود. بلافاصله پس از فعال سازی، گلادوس کل شرکت را با سم نوروتاکسین انباشته می‌کند و عده ی زیادی را می‌کشد. این اتفاقات اندکی قبل از وقایع هف لایف ۱ و فاجعه ی بلک میسا رخ می‌دهد و به همین دلیل اپرچور ساینس به طور کامل از خاطر مردم فراموش می‌شود. اریک وولپاو، تأیید کرد که حمله کمباین، که به لحاظ خط زمانی بعد از هف لایف ۱ و قبل از هف لایف ۲ اتفاق می‌افتد، در واقع قبل از رویدادهای پورتال ۲ رخ داده‌است.
هنگامی که شل مشغول کاوش نقاط مختلف اپرچور ساینس است معلوم می‌شود که این مجتمع فوق العاده بزرگ و عظیم است (اندازه واقعی این شرکت در پورتال ۲ مشخص می‌شود). اگر چه با وجود مقیاس بزرگ این شرکت هیچ انسانی در آن وجود ندارد، با این وجود تمام تجهیزات به طور خودکار وظایف خود را انجام می‌دهند. در طول توسعه هف لایف ۲: قسمت دوم، یک فصل روی کشتی یخ شکن به نام Borealis Aperture Science دنبال می‌شد، اما قبل از انتشار لغو شد.

### شخصیت‌ها
این بازی دارای دو شخصیت اصلی است: قهرمان ساکت تحت کنترل بازیکن به نام شل و یک هوش مصنوعی به نام گلادوس (Genetic Lifeform and Disk Operating System)، که بر تمام رفتار شل نظارت می‌کند. در نسخه انگلیسی زبان، گلادوس توسط الن مک لاین صداگذاری می‌شود، با این وجود صدای مک لاین تغییر پیدا کرده تا مصنوعی به نظر برسد. تنها اطلاعات پیشین ارائه شده در مورد شل توسط گلادوس ارائه شده‌است. اعتبار این اطلاعات، مانند فرزندخوانده شدن شل، یتیم بودن و نداشتن دوست، در بهترین حالت زیر سوال است، زیرا گلادوس در تمام داستان مشغول دروغ گفتن است و نمی‌توان به آن اعتماد کرد. در کمیک موش آزمایشگاهی که توسط ولو نوشته شده تا فاصله بین پورتال ۱ و پورتال ۲ را کامل کند، پرونده‌های شل نشان می‌دهد که او در نهایت به دلیل استقامت زیاد به عنوان یک آزمودنی رد شد، و این دلیل اصلی داگ راتمن، کارمند سابق اپرچور ساینس بود، که شل را به بالای صف آزمایش منتقل کند.
| اسم    | مشخصات                                | صداپیشه     | تصویر |
| ------ | ------------------------------------- | ----------- | ----- |
| گلادوس | هوش مصنوعی و سرپرست شرکت اپرچور ساینس | الن مک لاین |       |
| شل     | یکی از نمونه‌های آزمایشی               | نامشخص      |       |

## توسعه

### مفهوم
پورتال جانشین معنوی شرکت ولو، برای بازی رایگان قطره نارباکولار (Narbacular Drop) است، یک بازی مستقل که توسط دانش آموزان مؤسسه فناوری دیجی‌پن در سال ۲۰۰۵ منتشر شد. تیم اصلی سازنده قطره نارباکولار بعداً توسط ولو استخدام شد. شرکت ولو، پس از دیدن بازی در نمایشگاه حرفه‌ای سالانه دیجی‌پن، به قطره نارباکولار علاقه‌مند شد. رابین واکر، یکی از توسعه دهندگان ولو، بازی را در نمایشگاه مشاهده کرد و بعداً با تیم سازنده آن تماس گرفت و به آن‌ها مشاوره داد و پیشنهاد کرد بازی خود را به شرکت ولو نشان دهند. پس از ارائه سازندگان، گیب نیوئل، رئیس ولو، به سرعت تمام کارکنان ولو را برای توسعه اولیه بازی پورتال به کار گرفت. نیوئل بعدها اظهار داشت که تحت تأثیر تیم دیجی‌پن قرار گرفته‌است زیرا آن‌ها مفهوم بازی را اجرایی کرده‌اند، و این مفهوم شامل تعامل بین پورتال و فیزیک است، و اکثر کارهایی را که ولو باید به تنهایی انجام می‌داد، به پایان رسانده‌اند. برای آزمایش اثربخشی مکانیک بازی پورتال، تیم سازنده، نمونه اولیه را در موتور بازی ۲ بعدی داخلی، که در دیجی‌پن استفاده می‌شد، ساخت. عناصر خاصی از قطره نارباکولار در پورتال حفظ شده‌اند، مانند درگاه‌های بازی که در هر دو بازی به رنگ آبی و نارنجی است. با این حال، تفاوت اصلی در مکانیک پورتال این است که تفنگ پورتال بر خلاف قطره نارباکولار نمی‌تواند از طریق یک درگاه موجود، یک درگاه دیگر ایجاد کند. طراحی اصلی بازی، یک شاهزاده خانم در تلاش برای فرار از سیاهچال، در پورتال از بازی کنار گذاشته شد و به جای آن محیط بازی در آزمایشگاهی به نام اپرچور ساینس اتفاق می‌افتد. تکمیل پورتال تقریباً دو سال و چهار ماه طول کشید، تا تیم دیجی‌پن وارد ولو شود و تنها حدود ده نفر در توسعه بازی مشارکت داشتند. اریک وولپاو، نویسنده پورتال، که به همراه نویسنده همکارش چت فالیشک، توسط ولو برای بازی استخدام شده بود، ادعا کرد که بدون محدودیت‌ها، پورتال بازی خوبی نخواهد بود.
در سال اول توسعه، تیم سازنده بیشتر روی گیم پلی بازی بدون ساختار داستانی تمرکز کرد. هنگامی که بازی توسط تستر‌های بازی آزمایش شد، آنها اعلام کردند که بازی سرگرم کننده و جالب است ولی هدف خاصی در بازی وجود ندارد و این باعث شد که ولو تمرکز خود را به داستان بازی معطوف کند. تیم پورتال با مارک لیدلاو، نویسنده سری بازی نیمه عمر در زمینه هماهنگ سازی فضای داستانی همکاری کرد. این کار تا حدی به این دلیل انجام شد که توانایی تیم سازنده برای خلق داستان کاملا مجزا برای پورتال محدود بود، به همین دلیل آنها تصمیم گرفتند که فضای داستان پورتال را در فضای داستان نیمه عمر دنبال کنند تا بتوانند از ظرفیت‌های هنری بازی نیمه‌عمر ۲ استفاده کنند. مفهوم هوش مصنوعی، که بازیکن را برای آزمایش اسلحه پورتال در آزمایشگاه راهنمایی می‌کند، در مراحل اولیه نوشتن به دست آمد. آنها مفهوم اولیه را برای هوش مصنوعی مودب که هنوز نامگذاری نشده بود، طرح ریزی کردند، این هوش مصنوعی از نوعی طنز ماشینی برخوردار بود و می‌توانست به نوعی، بازی را در قالب آثار کمدی سیاه قرار دهد. این هوش مصنوعی، در نهایت گلادوس نام‌گذاری شد و در خط اصلی داستان قرار گرفت و تبدیل به مهم‌ترین شخصیت سری پورتال شد. همانطور که وولپاو به آن اشاره کرد: ما بازی را به گونه ای طراحی کردیم که یک شروع، میانه و پایان بسیار واضح داشته باشد، و می‌خواستیم گلادوس در هر یک از این نقاط تغییر شخصیتی کاملا محسوس داشته باشد. وولپاو همچنین در مورد ایده کیک در طول بازی توضیح داد: در ابتدای فرآیند توسعه پورتال، ما به عنوان یک گروه نشستیم تا تصمیم بگیریم بازی ما بر اساس عقاید کدام فیلسوف یا مکتب فلسفی باشد. بعد از آن حدود ۱۵ دقیقه سکوت درگرفت. سپس شخصی اشاره کرد که خیلی از مردم کیک دوست دارند. عنصر کیک، همراه با پیام‌های اضافی که به بازیکن در قسمت‌های پشت صحنه داده می‌شود، توسط کیم سوئیفت نوشته و ترسیم شده‌است.

### طرح
محیط آزمایشگاهی و خلوت در بازی به این دلیل به وجود آمد که تستر‌های بازی، زمان زیادی را صرف تلاش برای تکمیل پازل‌ها با استفاده از عناصر تزئینی اما غیر کاربردی کردند. در نتیجه، با استفاده از محیط فیلم جزیره به عنوان نوعی مرجع، عناصر غیر کاربردی به حداقل رسید تا جنبه‌های قابل استفاده پازل قابل تشخیص باشد. در حالی که برنامه‌هایی برای افزودن یک منطقه سوم شامل فضاهای اداری بعذ از اتاق‌های آزمایش و فضاهای تعمیرات و نگهداری، وجود داشت، گروه سازنده به موقع نتوانست آن را اضافه کند. آنها همچنین معرفی رت من (شخصیتی جانبی که نشانه‌هایی از وی در طول بازی وجود دارد) را کنار گذاشتند، تا از ایجاد روایت بیش از حد برای بازی جلوگیری کنند، اگرچه این شخصیت در کمیک موش آزمایشگاهی بیشتر گسترش داده شد. این کمیک به نوعی پیش زمینه برای داستان پورتال به شمار می‌رفت. به گفته رهبر پروژه، کیم سوئیفت، نبرد نهایی با گلادوس چندین بار بازنویسی شد، از جمله تعقیب بازیکن توسط لیزر‌های جیمز باند، که این ایده تا حدودی در مورد تورت‌ها اعمال شد که در آن بازیکن می‌بایست جهت شلیک گلادوس را به سمت خود وی تغییر جهت دهد تا آن را نابود کند، و همچنین تعقیب گلادوس در یک صحنه ی تعقیب و گریز. در نهایت، تیم سازنده دریافتند که، بازیکنان از یک پازل نسبتا ساده با یک تایمر شمارش معکوس در نزدیکی پایان لذت می‌برند. سوئیفت خاطرنشان کرد: فشار زمان باعث می‌شود مردم فکر کنند چیزی بسیار پیچیده‌تر از چیزی است که واقعاً هست، همچنین وولپاو اعتراف کرد که : ساخت [گاز نوروتوکسین] واقعاً ارزان بود.
چهره و بدن شل از روی آلسیا گلیدول الگوبرداری شد، بازیگر مستقل آمریکایی و صداپیشه ای که توسط ولو از یک آژانس مدلینگ محلی، انتخاب شد. وظیفه صداپیشگی گلادوس بر عهده الن مک لاین بود. اریک وولپاو در این مورد گفت: زمانی که ما هنوز در حال جستجو برای صدای تورت بودیم، الن یک نسخه فوق العاده ارائه کرد. این صدا برای تورت‌ها مناسب نبود، اما ما آن را بسیار دوست داشتیم، و بنابراین یک نسخه کمی تغییر یافته از آن به صدای اصلی گلادوس تبدیل شد.
ایده مکعب همراه سنگین (The Weighted Companion Cube) از سرپرست پروژه کیم سوئیفت، و اطلاعات اضافی از وولپاو با مطالعه در مورد موارد بازجویی دولتی طبقه بندی نشده الهام گرفته شد، که به موجب آن انزوا باعث می‌شد سوژه‌ها شروع به ارتباط به اشیاء بی جان کنند؛ کیم سوئیفت در این زمینه توضیح داد: این پروسه یک سطح طولانی به نام Box Marathon داشت؛ ما می‌خواستیم بازیکنان این مکعب را از ابتدا تا انتها با خود بیاورند، اما مردم دائم مکعب را فراموش می‌کردند، بنابراین ما به آن دیالوگ اضافه کردیم، روی آن قلب کشیدیم و این اعمال را تا حدی ادامه دادیم تا زمانی که مردم به مکعب وابسته شدند. بعداً، ما ایده سوزاندن آن را اضافه کردیم، تا بدین وسیله گیم پلی بازی در سطحی هنری رشد کند. وولپاو همچنین به این موضوع اذعان کرد که نیاز به سوزاندن مکعب همراه در نتیجه طراحی مبارزه پایانی بازی، ایجاد شد. تیم تولید متوجه شد که آنها به بازیکن هیچ آموزشی در زمینه نحوه شکست گلادوس نداده‌اند برای همین تصمیم بر آن شد تا با این کار، نحوه سوزاندن هسته‌ها در کوره به بازیکن آموزش داده شود. سوئیفت اشاره کرد که هر شباهتی به موقعیت‌های روان‌شناختی در آزمایش میلگرام یا رمان ۲۰۰۱: یک ادیسه فضایی کاملاً تصادفی است.
نام کامل اسلحه پورتال (Aperture Science Handheld Portal Device)، را می‌توان به طور خلاصه ASHPD نامید که شبیه به نام آدریان شپرد، قهرمان نیمه‌عمر: نیروی مهاجم است. طرفداران قبل از انتشار بازی متوجه این شباهت شدند. در نتیجه، تیم با برجسته کردن حروف آدریان شپرد روی صفحه کلیدهای موجود در بازی، یک نکته انحرافی را در بازی قرار دادند. به گفته کیم سوئیفت، این کیک یک کیک جنگلی سیاه است که به نظر او در نزدیکی نانوایی و کافه ریجنت در ردموند، واشینگتن، بهترین به نظر می‌رسید و به عنوان یک ایستر آگ در بازی، دستور پخت آن به شکل کد‌های باینری ارائه شد. نانوایی ریجنت اعلام کرده‌است که از زمان انتشار بازی، کیک جنگلی سیاه یکی از اقلام محبوب آنها بوده‌است.

## موسیقی متن
بیشتر موسیقی متن بازی، موسیقی امبینت است که توسط کلی بیلی و مایک مورسکی ساخته شده، و برای مطابقت با حال و هوای محیط‌های بازی تا حدی در دسته موسیقی تاریک و اسرارآمیز قرار می‌گیرد. آهنگ پایانی بازی،هنوز زنده‌است، توسط جاناتان کولتون نوشته شد و توسط الن مک لاین، (سوپرانوی اپرا با آموزش کلاسیک) صداپیشه گلادوس خوانده شد. نسخه کوتاه شده و مختصر موسیقی هنوز زنده‌است، به سبک لاتین، در رادیوهای داخل بازی (هنگام شروع کار) پخش می‌شود. جاناتان کولتن که آهنگساز این بازی می‌باشد، یک سال قبل از عرضه بازی، توسط وولپاو و کیم سوییفت به ولو دعوت شد. اریک وولپاو در این مورد گفت: هنگامی که من و کیم سویفت با او (کولتن) ملاقات کردیم، به سرعت متوجه شدیم که کولتن می‌تواند به خوبی از کار نوشتن آهنگ برای گلادوس بر بیاید. اریک وولپاو در نحوه نمایش این آهنگ، از یک بازی دیگر به نام گاد هند الهام گرفت که یکی از بازی‌های مورد علاقه او بود. این آهنگ معروف، همچنین به عنوان یک آهنگ در دسترس و رایگان، برای بازی موزیکال راک بند (Rock Band) در ۱ آوریل ۲۰۰۸ منتشر شد.
موسیقی متن بازی پورتال، بخشی از آهنگ‌های جعبه نارنجی ولو به شمار می‌آید، که در این جعبه می‌توان موسیقی بازی‌هایی نظیر هف لایف ۲ و تیم فورترس ۲ را یافت. همچنین این موسیقی یک بار دیگر به عنوان بخشی از یک نسخه چهار دیسکی، به نام (Portal 2: Songs To Test By (Collector's Edition))، در ۳۰ اکتبر ۲۰۱۲ منتشر شد که شامل موسیقی هر دو بازی بود. موسیقی متن بازی را می‌توان از طریق سامانه (Steam Music) دریافت کرد که در تاریخ ۲۴ سپتامبر ۲۰۱۴ به آن افزوده شد.
در زیر می‌توان ترتیبی از ترک‌های این آلبوم را یافت.
| شماره | نام                         | مدت  |
| ----- | --------------------------- | ---- |
| ۱.    | «Subject Name Here»         | ۱:۴۴ |
| ۲.    | «Taste of Blood»            | ۳:۰۶ |
| ۳.    | «Android Hell»              | ۳:۴۵ |
| ۴.    | «Self Esteem Fund»          | ۳:۳۰ |
| ۵.    | «Procedural Jiggle Bone»    | ۴:۳۴ |
| ۶.    | «4000 Degrees Kelvin»       | ۱:۰۱ |
| ۷.    | «Stop What You Are Doing»   | ۴:۰۰ |
| ۸.    | «Party Escort»              | ۴:۲۱ |
| ۹.    | «You’re Not a Good Person»  | ۱:۲۴ |
| ۱۰.   | «No Cake For You»           | ۴:۰۵ |
| ۱۱.   | «You Can’t Escape You Know» | ۶:۲۴ |
| ۱۲.   | «Still Alive»               | ۲:۵۶ |

## انتشار
پورتال برای اولین بار به عنوان بخشی از جعبه نارنجی ولو، برای ویندوز و ایکس‌باکس ۳۶۰ در ۱۰ اکتبر ۲۰۰۷، و برای پلی‌استیشن ۳ در ۱۱ دسامبر ۲۰۰۷ منتشر شد. نسخه ویندوز بازی به صورت جداگانه از طریق سیستم تحویل محتوای ولو، به نام استیم، برای دانلود در دسترس قرار گرفت و به عنوان یک محصول خرده‌فروشی مستقل، در ۹ آوریل ۲۰۰۸ منتشر شد. علاوه بر عنوان پورتال، این جعبه شامل هف لایف ۲: قسمت دوم و همچنین تیم فورترس ۲ بود. گنجاندن پورتال در این جعبه ابتکاری از سوی ولو بود، به این منظور که اگر این بازی با اقبال مواجه نشود، همچنان می‌تواند نقش خود را به عنوان یک بازی در سطح متوسط در حلقه حفاظتی دو بازی دیگر حفظ کند. این کار از نظر ولو بهتر از این بود که پورتال به عنوان یک عنوان مستقل منتشر شده، و سطوح انتظار را بسیار بالا ببرد.
در ژانویه ۲۰۰۸، ولو نسخه دموی ویژه‌ای با عنوان (Portal: The First Slice) را منتشر کرد که برای هر کاربر استیم که از سخت‌افزار گرافیکی انویدیا استفاده می‌کرد، به دلیل همکاری این دو شرکت، رایگان بود. این در مورد نیمه‌عمر ۲: دث‌مچ، پگل و نیمه‌عمر ۲: ساحل گم‌شده نیز صادق بود. نسخه ی دمو شامل اتاق‌های آزمایش ۰۰ تا ۱۰ (در مجموع یازده اتاق) می‌باشد. ولو از زمان انتشار نسخه دمو، بازی را در دسترس همه کاربران استیم قرار داده‌است.
پورتال اولین بازی توسعه‌یافته ولو بود که به لیست بازی‌های سازگار با OS X اضافه شد. تبلیغی در سپتامبر ۲۰۱۱، نزدیک به آغاز سال تحصیلی، برگزار شد و استفاده از این بازی را به عنوان یک ابزار آموزشی برای علوم و ریاضیات تشویق کرد. ولو نوشت که آنها احساس می‌کردند که پورتال فیزیک، ریاضی، منطق، استدلال فضایی، احتمال و حل مسئله را جالب و سرگرم کننده می‌کند، که این ویژگی برای جذب کودکان به تحصیل ضرورری است.
پورتال: هنوز زنده‌است به عنوان یک بازی انحصاری Xbox Live Arcade در کنفرانس ای۳ ۲۰۰۸ معرفی شد و در ۲۲ اکتبر ۲۰۰۸ منتشر شد. این بازی دارای عنوان اصلی، ۱۴ چالش جدید و دستاوردهای جدید است. به گفته داگ لومباردی، سخنگوی ولو، مایکروسافت قبلا پورتال را به دلیل اندازه بزرگ آن رد کرده بود. این عنوان الحاقی، توانست تحسین اکثریت منتقدان را دریافت کند. اندرو هیوارد از وان‌آپ.کام اظهار داشت که، با دسترسی آسان تر و هزینه کمتر برای جعبه نارنجی، پورتال اکنون قوی تر از همیشه است. سردبیر آی جی ان، کم شی آن را در رتبه پنجم لیست ۱۰ بازی برتر Xbox Live Arcade خود قرار داد. او اظهار داشت که این موضوع قابل بحث است که آیا کسی که صاحب جعبه نارنجی است باید این عنوان را بخرد، زیرا سطوح اضافه شده آن به داستان اضافه نمی کند. با این حال، او کیفیت نقشه های جدید موجود در بازی را تحسین کرد. این بازی در لیست بعدی برترین عناوین Xbox Live Arcade که توسط کارکنان آی جی ان در سپتامبر ۲۰۱۰ گردآوری شده بود، در رتبه هفتم قرار گرفت.
در خلال کنفرانس فناوری GPU سال ۲۰۱۴، در ۲۵ مارس ۲۰۱۴، انویدیا از پورت انویدیا شیلد برای انتقال پورتال به اندروید رونمایی کرد. این پورت در ۱۲ می ۲۰۱۴ منتشر شد.

## بازتاب‌ها
| گردآورنده | امتیاز |
| --------- | ------ |
| متاکریتیک | ۹۰/۱۰۰ |

| ناشر      | امتیاز  |
| --------- | ------- |
| وان‌آپ.کام | A       |
| یوروگیمر  | ۹/۱۰    |
| گیم‌اسپات  | ۹٫۰/۱۰  |
| گیم‌اسپای  | ۴٫۵/۵٫۰ |
| آی‌جی‌ان    | ۸٫۲/۱۰  |

پورتال با استقبال اکثر منتقدان روبرو شد و غالبا بیشتر از هف-لایف: قسمت دو (Half-Life 2: Episode Two) یا تیم فورترس دو (Team Fortress ۲) ستایش شد که هر دو، در جعبه نارنجی ولو عرضه شده بودند. این بازی به دلیل گیم پلی منحصر به فرد و طنز تاریک و فضای عجیب خود مورد تقدیر قرار گرفت. یوروگیمر اشاره کرد که نحوه پیشرفت بازی از مجموعه ای ساده از کارهای ساده به یک قسمت کامل از داستان هف لایف نبوغ مطلق است. در حالی که گیم‌اسپای از مدت کوتاه بازی انتقاد کرد و معتقد بود که این بزرگ ترین ایراد بازی است. متاکریتیک براساس ۲۸ نقد مختلف، به نسخه کامپیوتر پورتال نمره ۹۰ از ۱۰۰ را داد. در سال ۲۰۱۱، ولو بیان کرد که پورتال بیش از چهار میلیون نسخه از طریق خرده‌فروشی، و جعبه نارنجی، از نسخه Xbox Live Arcade فروخته است.
به دنبال انتشار بازی، مکعب همراه که یکی از عناصر داستانی به شمار می‌رفت، طرفداران زیادی پیدا کرد. طرفداران این بازی، نسخه‌های مخملی و کاغذی و همچنین مدل‌های کیس کامپیوتر، از مکعب و تورت‌ها و همچنین نمونه‌هایی از کیک معروف بازی و اسلحه پورتال را طراحی کردند. جیپ بارنت، برنامه نویس پورتال، اشاره کرد که بازیکنان به ولو گفته‌اند، سوزاندن مکعب همراه بیشتر از آسیب رساندن به یکی از خواهران کوچک بایوشاک، غم انگیز بوده‌است. گلادوس و مکعب همراه هر دو، نامزد دریافت جایزه بهترین شخصیت جدید در G4 شدند و گلادوس به دلیل داشتن جملاتی که برای سال‌های آینده توسط گیمرها نقل می‌شود این جایزه را دریافت کرد. بن کروشاو از Zero Punctuation در مورد بازی نوشت: کاملاً عالی از ابتدا تا انتها... من در انتظار تعداد زیادی پازل جالب مبتنی بر پورتال بودم و این دقیقاً همان چیزی بود که با آن روبرو شدم، اما چیزی که انتظارش را نداشتم برخی از خنده دارترین جملاتی بود که تا به حال در بازی شنیده بودم.
در سال ۲۰۰۹، دانیل جانسون ستون‌نویس GameSetWatch، به شباهت‌هایی بین پورتال و کتاب اروینگ گافمن در مورد دراماتورژی، یعنی نمود خود در زندگی روزمره اشاره کرد، که شخصیت فرد را با قسمت جلو و پشت صحنه یک تئاتر برابر می‌کند. پورتال از نظر اکثر منتقدین یکی از بزرگ‌ترین و تاثیرگذارترین بازی‌های تاریخ به شمار می‌آید و در اکثر سایت‌های مربوط به بهترین بازی‌های تمام دوران حضور دارد.

## میراث

مکعب همراه (Companion Cube) از مهم‌ترین عناصر داستانی بازی است که طرفداران زیادی دارد.

محبوبیت شدید بازی و شخصیت‌های آن باعث شد تا ولو، کالاهایی را مرتبط با بازی تولید کند که از طریق فروشگاه آنلاین کالاهای فیزیکی ولو (online Valve physical merchandise store) در دسترس عموم قرار گرفت. برخی از این اقلام که مورد اقبال قرار گرفت و در عرض بیست و چهار ساعت فروش رفت، تاس فازی‌ها و اسباب بازی‌های مکعب همراه بودند. سایر محصولات موجود در فروشگاه ولو، شامل تی شرت با طراحی‌های بازی، لیوان قهوه اپرچور ساینس و برچسب پارکینگ تشکیلات، و همچنین کالاهای مربوط به عبارت کیک دروغ است است که به یک میم اینترنتی تبدیل شد، بودند. اریک وولپاو اعتراف کرد که آنها انتظار نداشتند این عبارت تا این اندازه در اینترنت محبوب شود، در حالی که عناصر دیگری نیز وجود داشتند که می‌توانستند به این درجه معروفیت برسند، مانند یک حلقه غول پیکر که در آخرین صحنه از بازی روی زمین می‌چرخد و هوپی نامیده می‌شود.
یک جامعه مودینگ در اطراف بازی پورتال ایجاد شده است، با کاربرانی که اتاقک های آزمایش و سایر تغییرات درون بازی را، ایجاد می کنند. گروه We Create Stuff یک نسخه ادوبی فلش از پورتال با عنوان Portal: The Flash Version درست قبل از انتشار جعبه نارنجی ایجاد کرد. این نسخه فلش با استقبال خوب جامعه روبرو شد. و گروه از آن زمان آن را به یک بسته الحاقی نقشه برای بازی منتشر شده، تبدیل کرده است. مد دیگر بازی، Portal: Prelude، یک پیش درآمد غیررسمی است که توسط یک تیم مستقل سه نفره توسعه یافته است که بر دوران قبل از گلادوس در اپرچور ساینس تمرکز دارد و شامل نوزده اتاق آزمایش حیله‌گر و چالش‌برانگیز اضافی است. یک نسخه ASCII از پورتال توسط جو لارسون ایجاد شد. یک پورت غیر رسمی از پورتال به آیفون با استفاده از موتور بازی یونیتی ایجاد شد اما تنها شامل یک اتاق آزمایش از بازی بود. نسخه پورتال سوپر ماریو (Mari0) نسخه ای غیر رسمی از این بازی است، که توسط طرفداران هر دو فرنچایز ساخته شد.
سوئیفت بعد از انتشار بازی بیان کرد که پیشرفت‌های آینده پورتال به واکنش‌های جامعه بستگی دارد و گفت: ما هنوز در حال ارزیابی جامعه هستیم، و متوجه می‌شویم که آیا می‌خواهیم بخش چند نفره را توسعه دهیم یا پورتال ۲ یا بسته‌های نقشه را منتشر کنیم. برخی از شایعات قبل از انتشار نسخه دوم بازی، در مورد یک دنباله به دلیل دعوت صداپیشه ها به وجود آمد. در ۱۰ مارس ۲۰۱۰، پورتال ۲ رسماً معرفی شد. قبل از اعلام آن، یک بازی واقعیت جایگزین مبتنی بر وصله‌های غیرمنتظره ساخته شده در پورتال بود که حاوی پیام‌های رمزآلود در رابطه با اعلامیه پورتال ۲ بود، از جمله به‌روزرسانی بازی، که پایانی متفاوت برای سرنوشت شل ایجاد کرد. بازی اصلی او را پس از نابود کردن گلادوس در یک پارکینگ متروک رها کرد، اما به‌روزرسانی شامل این بود که شل توسط یک ربات اسکورت مهمانی به داخل مرکز کشیده شد. اگرچه پورتال ۲ در ابتدا برای انتشار در Q۴ ۲۰۱۰ اعلام شد، این بازی در ۱۹ آوریل ۲۰۱۱ منتشر شد.

## جوایز
پورتال برندهٔ جوایز متعددی از زمان انتشار شده‌است:
- در جوایز انتخاب توسعه‌دهندگان بازی در سال ۲۰۰۸، پورتال برنده جایزه بهترین بازی سال به همراه جایزه نوآوری و جایزه بهترین طراحی بازی شد.[۹۱]
- آی‌جی‌ان از پورتال با چندین جایزه، از جمله بهترین بازی معمایی، خلاقانه ترین طراحی، و بهترین آهنگ پایانی، همراه با جوایز دیگر برای بهترین بازی پازل و نوآورانه ترین بازی تجلیل کرد.[۹۲][۹۳][۹۴][۹۵][۹۶][۹۷]
- برنده چندین جایزه از سوی گیم‌اسپات، بدلیل دیالوگ های طنز، معماهای جالب، بهترین شخصیت پردازی و نوآوری در گیم پلی.[۹۸][۹۹][۱۰۰][۱۰۱]
- برنده جایزه بهترین بازی سال، بهترین روایت و بهترین نوآوری از سوی وان‌آپ.کام در سال ۲۰۰۷.[۱۰۲]
- برنده جایزه بهترین شخصیت منفی از سوی گیم‌پرو در سال ۲۰۰۷.[۱۰۳]
- برنده جایزه بازی سال از سوی جویستیک، شک‌نیوز و گود گیم در سال ۲۰۰۷.[۱۰۴][۱۰۵]
- جایزه اصیل ترین بازی از سوی ایکس پلی.[۱۰۶]
- برنده جایزه بهترین شخصیت منفی و بهترین موسیقی پایانی از سوی مجله رسمی اکس‌باکس.[۱۰۷]
- برنده جایزه بهترین شخصیت منفی و بهترین بازی معمایی از سوی گیم‌اسپای.[۱۰۸]
- برنده جایزه بهترین بازی سال از سوی ای. وی. کلاب.[۱۰۹]
- برنده بهترین نویسندگی، موسیقی متن و مکانیک جدید از سوی وب‌کمیک پنی آرکید در سال ۲۰۰۷.[۱۱۰]
- برنده بهترین بازی سال ۲۰۰۷ از سوی یوروگیمر.[۱۱۱]
- برنده بهترین شخصیت منفی از سوی آی‌جی‌ان.[۱۱۲]
- برنده بهترین بازی دوران از سوی گیمز ریدار.[۱۱۳]
- در نوامبر ۲۰۱۲، تایم آن را یکی از ۱۰۰ بهترین بازی ویدیویی در تمام دوران نامید.[۱۱۴]
- وایرد پورتال را یکی از تاثیرگذارترین بازی‌های دهه اول قرن بیست و یکم می‌دانست و معتقد بود که آن را نمونه بارز ارجحیت کیفیت بر کمیت برای بازی‌های ویدیویی می‌دانست.[۱۱۵]

## واژه‌نامه
1. ↑  Chell
2. ↑  GLaDOS
3. ↑  Aperture Science Handheld Portal Device
4. ↑  Cave Johnson